# Pleuroseta
Pleuroseta (лат.) — род мух-шароусок из подсемейства Limosininae.

## Описание
Мухи длиной тела 1,8-4,4 мм. Голова от золотисто-коричневой до тёмно-коричневой окраски. Щёки высокие. Вибриссы длинные, примерно равны длине щеки, вибриссальный угол часто с одной отчетливо выраженной субвибриссной щетинкой и 1-2 волосками. Грудь тёмно-коричневая или чёрная, более светлая по краям. Среднеспинка и щиток в мелких коричневых волосках. На спинке имеется 3-5 пар дорсоцентральных щетинок. В основной половине средних голеней 2-4 пар дорсальных щетинок. Ноги коричневые или тёмно-коричневые, иногда с жёлтыми полосами на бёдрах и/или голенях. Лапки коричневые или жёлтые. Первый членик лапок с увеличенной вентральной щетинкой. Крылья равномерно затемнённые или с нечёткими светлыми пятнами и более тёмными участками (в основном вокруг поперечных жилок). Жилка R2+3 с выемкой. Жилка R4+5 с выемкой или слегка изогнутая. Костальная жилка заканчивается на вершине R4+5 или продолжается за местом впадения её в край крыла. Задний край пятого стернита брюшка с у самцов с выемкой, окруженной толстыми, длинными щетинками.

## Классификация
Включает 4 вида:
- Pleuroseta ingens Kuwahara, Marshall, 2023
- Pleuroseta occidentalis Kuwahara, Marshall, 2023
- Pleuroseta monteithi Kuwahara, Marshall, 2023
- Pleuroseta wentworthi (Richards, 1973)

## Распространение
Встречается на юго-западе Западной Австралии, в Новом Южном Уэльсе и Квинсленде.